# Smeringopus peregrinus
Smeringopus peregrinus is een spinnensoort uit de familie trilspinnen (Pholcidae). De soort komt voor in oostelijk en zuidelijk Afrika.